# Vojevac
Vojevac (szerbül: Војевац) falu Bosznia-Hercegovinában, a Bosznia-hercegovinai Föderáció Una-Szanai kantonjában, Bosanska Krupa községben.

## Fekvése
Bosznia-Hercegovina északnyugati részén, Bihácstól légvonalban 26, közúton 40 km-re keletre, Bosanska Krupa központjától légvonalban 10, közúton 16 km-re délkeletre fekvő dombos, erdős területen fekszik.

## Népessége
| Nemzetiségi csoport | Népesség 1991 | Népesség 2013 |
| ------------------- | ------------- | ------------- |
| Szerb               | 392           | 29            |
| Bosnyák             | 0             | 7             |
| Horvát              | 0             | 0             |
| Jugoszláv           | 7             | 0             |
| Egyéb               | 0             | 0             |
| Összesen            | 399           | 36            |